# Jay-Jay Okocha
Augustine Azuka "Jay-Jay" Okocha, född 14 augusti 1973 i Enugu, är en nigeriansk före detta fotbollsspelare. Han spelade för första gången i Nigerias landslag 1993 och har spelat 75 matcher och gjort 14 mål. Han spelade som mittfältare. När Okocha köptes av Paris Saint-Germain 1998 blev han den dittills dyraste nigerianska fotbollsspelaren.